# Gegeneophis ramaswamii
Gegeneophis ramaswamii és una espècie d'amfibis gimnofions de la família Caeciliidae.